# Джейхан (річка)
Джейхан (тур. Ceyhan; грец. Πύραμος) — річка в Туреччині.
Джейхан бере початок південний схід від міста Ельбістан. Впадає в Середземне море неподалік від міста Караташ, володіє добре розвиненою дельтою. Дельта цієї річки є одним з найважливіших місць розмноження птахів на півдні Туреччини. У пониззі річки побудовані кілька гребель для зрошення і вироблення електроенергії.

## Каскад ГЕС
На річці розташовано ГЕС Дагделен, ГЕС Канділ, ГЕС Саригюзель, ГЕС Hacınınoğlu, ГЕС Мензелет, ГЕС Килавузлу, ГЕС Сір, ГЕС Берке, ГЕС Асланташ, ГЕС Oşkan.

## Гідрологія
Довжина річки становить 509 км. Має ряд великих приток. Кількість води в річці Джейхан сильно змінюється в залежності від сезону. Річка з зимовим паводком, максимум у листопаді—грудні. Найнижчий рівень води в річці влітку, в період з серпня по вересень.
1. ↑  http://bse.sci-lib.com/article025722.html
2. ↑  Большая советская энциклопедия / под ред. О. Ю. Шмидт, С. И. Вавилов, Б. А. Введенский и др. — Москва: Советская энциклопедия, 1926.